# Église Saint-Pierre de Saint-Jean-le-Vieux
Pour les articles homonymes, voir Église Saint-Pierre.
L'église Saint-Pierre est une église catholique située à Saint-Jean-le-Vieux, en France.

## Localisation
L'église est située dans le département français des Pyrénées-Atlantiques, sur la commune de Saint-Jean-le-Vieux.

## Historique
L'édifice est inscrit au titre des monuments historiques en 1986.